# Аличе-Бель-Колле
Аличе-Бель-Колле (итал. Alice Bel Colle) — коммуна в Италии, располагается в регионе Пьемонт, в провинции Алессандрия.
Население составляет 780 человек (2008 г.), плотность населения составляет 65 чел./км². Занимает площадь 12 км². Почтовый индекс — 15010. Телефонный код — 0144.
Покровителем коммуны почитается святой Иоанн Креститель, празднование 24 июня. 15 августа в коммуне особо празднуется Успение Пресвятой Богородицы.

## Демография
Динамика населения:

## Администрация коммуны
- Официальный сайт: http://www.comune.alicebelcolle.al.it/